# Neobidessus vittatipennis
Neobidessus vittatipennis är en skalbaggsart som först beskrevs av Zimmermann 1921.  Neobidessus vittatipennis ingår i släktet Neobidessus och familjen dykare. Inga underarter finns listade i Catalogue of Life.